# Лебедєва Світлана
Світлана Лебедєва (з дому — Ісакова; рос. Светлана Лебедева (Исакова); нар. 18 лютого 1952) — радянська лижниця (гірськолижний спорт). Учасниця зимових Олімпійських ігор 1972.
Стала майстром спорту СРСР у 14-річному віці, станом на 1966 рік то був рекорд серед радянських гірськолижників.
Чотириразова чемпіонка СРСР: 1970 і 1972 (слалом), 1974 (гірське триборство), 1978 (швидкісний спуск).

## Життєпис
Світлана Ісакова виростала та ходила до школи в селищі Тростники (пізніше приєднане до Мончегорська), закінчила школу зі срібною медаллю. 1963 року при профкомі комбінату «Сєверонікель» у Мончегорську відкрилося відділення гірськолижного спорту. Першими тренерами, які почали працювати з дітьми з прилеглих селищ, були майстер спорту СРСР Любов Тимофіївна Нестеренко та Кирило Олексійович Латишев. Заняття на лижах проводились на горі Ніттіс. На заняття діти приїжджали на міських рейсових автобусах разом із шахтарями шахти № 4, які їхали на роботу. 
1966 року вихованка Любові Нестеренко у 14 років стала майстром спорту СРСР. Газета «Радянський спорт» писала, що мончегорська спортсменка С. Ісакова, після її перемоги на Всеросійських змаганнях у Терсколі, стала наймолодшим майстром спорту СРСР у цьому виді спорту. Вже потім таке ж звання отримали Валерій Борисов та Валерій Циганов.
Після вступу до Московського інституту фізкультури представляла Москву.
Учасниця зимових Олімпійських ігор 1972 у Саппоро:
- 31-ше місце в гігантському слаломі
- 39-те місце у швидкісному спуску
- не фінішувала у слаломі

Згодом вийшла заміж за гірськолижника Анатолія Лебедєва (Кіровськ, Мурманська область), продовжила виступи під прізвищем Лебедєва. Із середини 1970-х представляла Київ та товариство «Динамо». Здобула золоту медаль зимової Спартакіади 1978 року.